# Beiratia pusilla
Beiratia pusilla es un insecto coleóptero de la familia Chrysomelidae.
Fue descrita científicamente por primera vez en 1909 por Julius Weise.